# Anastácio Bragança
Anastácio d’Almeida Sequeira Bragança (* 16. Februar 1997 auf São Tomé und Príncipe), auch in der Schreibweise Anastácio Bragança oder kurz Anastácio, ist ein são-toméischer Fußballspieler auf der Position eines Torhüters. Er ist bei Bairros Unidos in Caixão Grande und in der Fußballnationalmannschaft von São Tomé und Príncipe aktiv.

## Karriere

### Verein
Seine Vereinskarriere begann Anastácio in seiner são-toméischen Heimat, wo er ab dem Jahr 2021 im Kader des Erstligisten Bairros Unidos aus Caixão Grande stand. Ob er dem Verein bereits davor angehörte, ist aus den Quellen hingegen nicht ersichtlich. Hier platzierte er sich mit der Mannschaft in seiner Debütsaison auf den fünften Tabellenplatz. Im Nationalen Pokal, dem Taça Nacional, schied er mit dem Team bereits in der ersten Runde gegen die Auswahl von Aliança Nacional (1:1, 3:4 i. E.) aus. Auch ein Jahr später scheiterte er mit der Mannschaft erneut im Elfmeterschießen in der ersten Runde des Taça Nacional, diesmal am Gegner UDESCAI (2:2, 4:1 i. E.) aus Água Izé. Auch in der aktuellen Saison (Stand: August 2023) belegt Anastácio mit der Mannschaft bisher einen Platz im unteren Tabellenbereich.

### Nationalmannschaft
Sein Debüt für die Fußballnationalmannschaft von São Tomé und Príncipe gab Anastácio am 27. März 2022, im Rahmen der Qualifikation zur Afrikameisterschaft 2024 unter Trainer Tino, gegen die Auswahl des Inselstaates Mauritius (3:3). Auch in den Qualifikationsspielen gegen Guinea-Bissau (5:1) und Nigeria (0:10) drei Monate später, kam er neben Jardel Nazaré, Edmílson Viegas und Nilton Pequeno zum Einsatz. Sein bisher letztes Länderspiel für die Falcões e Papagaios absolvierte er am 22. März 2023, ebenfalls im Rahmen der Qualifikation zur Afrikameisterschaft 2024, gegen die Mannschaft aus Sierra Leone (2:2).